# Диньшурка
Диньшурка — река в Балезинском районе Удмуртии. Левый приток Чепцы.

## Описание
Длина реки 15 км, площадь бассейна 41 км². Исток в 1,5 км к северо-востоку от деревни Исаково. Течёт на северо-восток через малую деревню Бисарпи. В низовьях протекает по заболоченному лесу. Впадает в левобережную старицу Чепцы в 340 км от её устья.
В среднем течении возле деревни имеется пруд.
В верховьях бассейна расположена малая деревня Бахтиево.
Реку пересекают автодорога Киров — Игра и ж.-д. линия Киров — Балезино.

## Данные водного реестра
По данным государственного водного реестра России относится к Камскому бассейновому округу, водохозяйственный участок реки — Чепца от истока до устья, речной подбассейн реки Вятка. Речной бассейн реки — Кама.
Код объекта в государственном водном реестре — 10010300112111100033049.